# La Buse
Olivier Lavasseur
Pour les articles homonymes, voir Levasseur et La Bouche.
Cet article possède un paronyme, voir Buse.

Pavillon d'Olivier Levasseur.

Olivier Levasseur dit La Buse (ou La Bouche) est un pirate du XVIIIe siècle qui écuma l'océan Indien après avoir fait ses premières armes dans les Caraïbes, lors de la guerre de Succession d'Espagne.
Son histoire et ses origines sont encore mal connues : d'après Charles Bourel de La Roncière, le forban serait de la même famille qu'un certain Paul Levasseur, corsaire ayant ses attaches à Calais. Son acte de naissance retrouvé aux archives de Calais par le chercheur Cyrille Lougnon révèle qu'il est né le 5 novembre 1695 à 10 heures du matin à Calais de Marie-Anne Jensse et Olivier Vasseur. Il fut baptisé le lendemain à l'église Notre-Dame de Calais.
Son père est décédé quelques mois plus tôt, le 27 août lors du bombardement de Calais par les Anglais.
L'histoire et les exploits d'Olivier Levasseur sont de moins en moins flous, car la mise en lumière de documents historiques précieux a permis de révéler ses multiples exploits et ses changements de noms en fonction de l'océan où il se trouvait.
Il fut pendu le 7 juillet 1730 à Saint-Paul de l'île Bourbon (actuelle île de La Réunion) pour tous ses crimes de piraterie.
Tout à la fois personnage historique, figure folklorique de La Réunion et héros de fiction, la Buse, ainsi que son supposé trésor, font partie du patrimoine culturel de l'océan Indien.
Les pseudonymes Louis Labous, La Buse, La Bouche et Louis de Boure lui sont aussi attribués et font référence soit à la rapidité avec laquelle il attaquait les navires ennemis comme un rapace qui fond sur sa proie, soit en référence au fameux oiseau qui nichait dans les jardins de Versailles.

## L'histoire du pirate
Les origines, l'histoire et les faits d'armes d'Olivier Levasseur ne sont connus que partiellement, malgré différents faits avérés. En tout état de cause, la seule source d'époque que nous possédions sur le pirate nous vient de Charles Johnson (possible pseudonyme de Daniel Defoe) qui l'évoque à plusieurs reprises dans son History of the Most Famous Pirates (Histoire générale des plus fameux pirates) publié à partir de 1720.
Il est probable qu'ayant grandi dans une famille de marins, il ait appris la navigation avec un membre de sa famille. Durant la Guerre de Succession d'Espagne, il se serait engagé comme corsaire pour le roi français Louis XIV alors qu'il n'avait que 15 ans. A la fin de la guerre en 1713, il se mutine avec une dizaine d'hommes dans les Caraïbes et prend possession du Portillon. A la tête d'un maigre équipage, il se rend en Martinique en juillet 1715 et recrute une trentaine d'hommes dont 3 anciens soldats de la garnison royale de Louis XIV.
En 2018, l'historien Jacques Gasser met la main sur les écrits d'un capitaine anglais qui aurait été attaqué en 1715 par Olivier Levasseur au large de Saint-Domingue. Le capitaine décrit le drapeau du pirate de la sorte : "quatre têtes de mort, deux tibias entrecroisés au milieu et des larmes blanches parsemées sur le drapeau".
En mars 1716, il s'associe au Flyng Gang de Benjamin Hornigold basé à Nassau (Bahamas). Dans le courant de l'année, La Buse et Hornigold aidèrent Samuel Bellamy, dit Black Sam, à entrer dans la piraterie. Puis à l'été 1716, Hornigold quitte la piraterie et laisse sa place à Samuel Bellamy. Avec ce dernier, Olivier Levasseur va faire plusieurs prises dont un navire en provenance de La Rochelle qui transportait un butin de 30 000 livres le 16 septembre 1716. Après s'être temporairement séparés, ils devaient se retrouver sur la côte est des Etats-Unis. Cependant, Samuel Bellamy fait naufrage et meurt.
Il aurait par la suite fait partie de la réunion de Providence (aux Bahamas), où les grands capitaines pirates des Antilles prirent, pour la plupart, la décision de fuir les Caraïbes, devenues trop dangereuses depuis que les différentes marines nationales y menaient des campagnes anti-pirates. Il réapparait ensuite d'après Charles Johnson dans le golfe de Guinée, en compagnie des pirates Thomas Cocklyn et Howell Davis. Ils prennent ensemble le navire esclavagiste anglais Bird Galley le 1er avril 1719 à l'embouchure de la rivière Sierra Leone. Ils célèbrent leurs prises pendant 1 mois avant de relâcher le capitaine du Bird Galley William Snelgrave en lui laissant le Bristol Snow. Ils se séparent le 10 mai 1719 à la suite d'une querelle due à l'alcool. Johnson le fait ensuite réapparaitre à Mayotte, où il aurait fait naufrage avec son navire, l'Indian Queen. C'est là que le capitaine pirate Edward England l'aurait pris à son bord. Mais sortant du combat d'Anjouan, l'équipage est poursuivi par le capitaine écossais James Macrae. John Taylor, le second, déclenche alors une mutinerie et abandonne England et ses quelques hommes restés fidèles sur l'île Maurice. Taylor prend la tête de l'équipage et du Cassandra et donne à la Buse le commandement du Victory. Les deux pirates font ensuite voile vers l'île Bourbon, qu'ils touchent le 20 avril 1721.

## La prise de laVierge du Cap
À partir de 1721, le récit de Johnson correspond en partie aux témoignages historiques conservés dans les différentes archives européennes.
Le 8 avril 1721, Taylor et « La Buse » arrivent en rade de Saint-Denis où ils découvrent un navire en réparation, La Vierge du Cap (Nossa Senhora do Cabo), navire amiral de la Marine Portugaise de 800 tonneaux et de 72 canons, qui venait d'essuyer une tempête. Le vaisseau transportait Luís Carlos Inácio Xavier de Meneses, comte d'Ericeira, vice-roi des Indes orientales portugaises ainsi que l'archevêque de Goa, D. Sebastião de Andrade Pessanha. La Vierge du Cap avait pour but de ramener au Portugal après dix ans de mission le vice-roi et sa cour, ainsi que les fabuleuses richesses accumulées lors de cette période.
Les deux pirates le prennent d'abordage et après un âpre mais court combat s'en rendent maîtres. La population de la ville de Saint-Denis, le vice-roi et la majorité des Portugais assistent impuissants au combat depuis le rivage. Cependant, d'après le comte d'Ericeira, dans un récit qui reste sujet à caution, le comte se serait âprement battu auprès de ses hommes, opposant une résistance farouche aux forbans. Néanmoins, il est fort probable que le récit du comte d'Ericeira ait été écrit sous les ordres de ce dernier afin d'enjoliver son courage et minimiser ainsi ses fautes (abandon du navire) auprès du roi du Portugal.
La Buse et Taylor prennent le navire ainsi que sa cargaison en butin : rivières de diamants et pierres précieuses venant des mines de Golconde en Inde, bijoux, perles, barres d’or et d’argent, meubles, tissu, vases sacrés et autres objets de cultes précieux et la crosse d'or de Goa qui faisait 2m10 de haut et une centaine de kilos et était constellé de rubis, un trésor que les historiens estiment au maximum à cinq milliards d'euros. C'est la plus grosse prise de l'histoire de l'âge d'or de la piraterie.
Taylor prend en remorquage le vaisseau portugais et longe les côtes réunionnaises en direction de Saint-Paul, rejoint quelques jours plus tard par Olivier Levasseur. De nouveau, les pirates lancent l'offensive sur le Ville d'Ostende, qu'ils prennent sans aucun mal puisque l'équipage s'est mutiné. Puis, forts de leurs deux prises, les forbans décident de faire route vers l'Île Sainte-Marie à proximité de Madagascar. Le Ville d'Ostende les précède sous équipage de prise, mais sera repris en pleine nuit sur la route de Sainte-Marie par son ancien équipage et parviendra à Mozambique puis à Goa.
Après réparation de La Vierge du Cap, fraîchement renommée Le Victorieux et sous le commandement de « La Buse », Taylor et Levasseur repartent en chasse. Ils contournent Madagascar par le sud et prennent la Duchesse de Noailles à l'ancre, probablement en baie de Saint-Augustin. Insatisfaits par le butin, ils incendient le vaisseau alors que des dizaines d'esclaves se trouvent toujours à bord, causant ainsi la mort de ces hommes et de ces femmes. Cette attaque barbare, qui prive les jeunes colonies des Mascareignes de nombreuses denrées et d'une main-d'œuvre précieuse, provoque l'ire des colons et des autorités, qui décident après cet acte de relancer la chasse aux pirates.
Les forbans vont ensuite à Delagoa, où ils prennent le fort et emmènent l'hydrographe hollandais Jacob de Bucquoy. Ils font route vers la ville de Mozambique, espérant faire de nouvelles prises, mais sans succès. Les pirates retournent donc à leur campement vers Madagascar.
Ensuite, les deux associés se disputent et rompent l'association, et chacun des deux pirates, avec son navire, fait route de son côté. « La Buse » décide de s'installer à Madagascar. Le roi de France et le gouverneur de Bourbon offrent une amnistie aux flibustiers qui renonceraient à la piraterie et qui s'installeraient à Bourbon. Il semble que « La Buse » réponde à cette proposition, mais pas totalement, notamment en n'allant pas à Bourbon, mais en restant à Sainte-Marie, même s'il ne commet plus d'acte de piraterie.
D'après le chercheur de trésor John Cruise-Wilkins, Olivier Levasseur aurait réparti son trésor avec ses membres d'équipages, soit 42 diamants et 5000 pièces d'or chacun.

## La fin dela Buse
Vers 1729, la Buse exerce le métier de pilote dans la baie d'Antongil, à Madagascar, il offre ses services aux navires européens de passage. C'est ainsi qu'il monte à bord de la Méduse, de la Compagnie des Indes, qui souhaitait entrer dans le port. Le capitaine Dhermitte, négrier notoire, commandant de bord et accompagné de l'ancien forban Piotr Héros, le reconnait et le fait prisonnier. Il semble que la capture du pirate était l'un de ses objectifs. Il est conduit, les fers aux pieds, à l’île Bourbon pour y être jugé. Là, il refuse de parler au nouveau gouverneur, Pierre-Benoît Dumas. Le procès est rapide, il est condamné à être pendu et exécuté devant l'église de Saint Paul le 7 juillet 1730 à 17h00.
À l'issue de son procès, en traversant le pont qui enjambe la Ravine à Malheur, il aurait lâché à ses gardiens : « Avec ce que j'ai caché ici, je pourrais acheter toute l'île. »

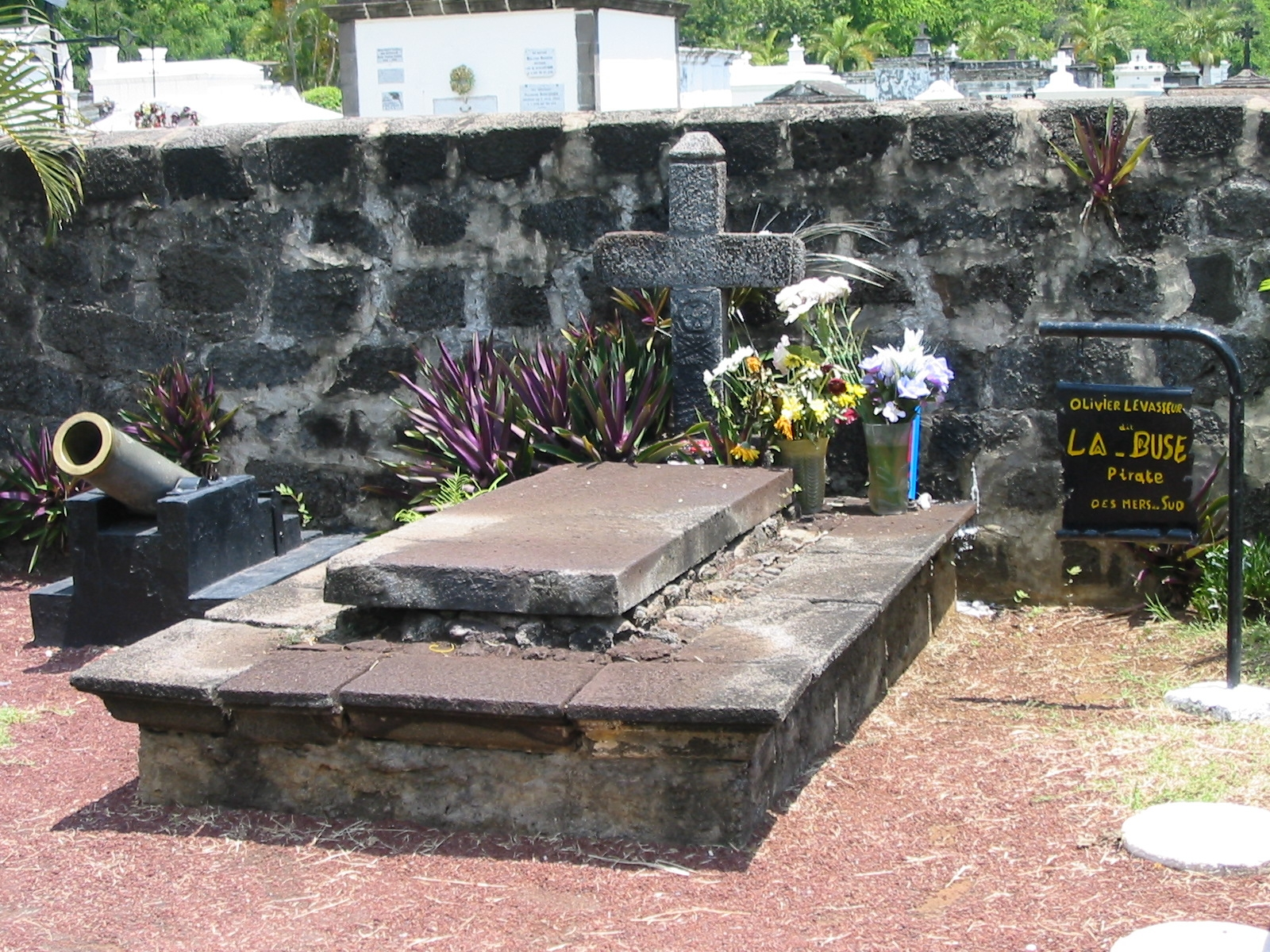
Tombe dite de la Buse au cimetière marin de Saint-Paul, à La Réunion.

Voici un extrait du jugement, daté du 7 juillet 1730 :

« Vœu par le Conseil le procès criminel extraordinairement fait et instruit à la requête et diligence du Procureur  du Roy, demandeur et accusateur, contre Olivier Levasseur surnommé la Buse, accusé du crime de piraterie […].
Le Conseil l’a condamné et condamne à faire amende honorable devant la principale  porte de l’église de cette paroisse, nu en chemise, la corde au col et tenant en sa main une torche ardente du poids de deux livres, pour là, dire et déclarer à haute et intelligible voix que méchamment et témérairement il a fait pendant plusieurs années le métier de forban, dont il se repent et demande pardon à Dieu, au Roy.
[…] Exécuté à cinq heures du soir le sept juillet mil sept cent trente. »

— Signé Chassin — Dumas — Villarmoy — G. Dumas — de Lanux

## Le trésor dela Buse

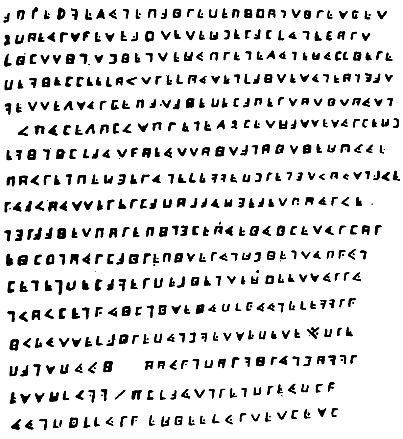
Cryptogramme de La Buse indiquant prétendument l'emplacement de son trésor.

La légende raconte que lorsqu'il était sur l'échafaud la corde au cou, il aurait jeté un cryptogramme dans la foule en s'écriant : « Mon trésor à qui saura le prendre, ! »
Au début du XXe siècle, l'écrivain et conservateur du département des imprimés à la Bibliothèque nationale, Charles de La Roncière, déclare, dans son entretien du 15 juillet 1934, donnée au Milwaukee Journal, avoir apporté son aide à l'étude d'un cryptogramme qu'il reconnaît être du XVIIIe siècle.
Ce cryptogramme appartenait à une jeune femme dont il tait le nom (on sait aujourd'hui, d'après les dires de Robert Charroux, qu'il s'agit de Mme Savy, originaire des Seychelles). Celle-ci aurait sollicité un ouvrage dénommé Les Clavicules de Salomon. Son décryptage ne donne rien de concluant, mais lance une formidable chasse au trésor qui dure encore. Plusieurs hypothèses quant au lieu où se trouve le trésor de la Buse sont émises : on le croit à la Réunion, bien sûr, aux Seychelles, à Rodrigues, à Madagascar, à Mayotte, à l'île Sainte-Marie.
À la Réunion, le chercheur de trésor et figure pittoresque de l'île surnommé Bibique passe une partie de sa vie à le rechercher sur la côte ouest de l'île, pour finalement orienter ses recherches vers le sud de l'île, du côté de la ravine Ango.
À l'île Rodrigues, le grand-père paternel de l'écrivain J. M. G. Le Clézio s'installe et passe vingt ans dans une ravine à fouiller le sol.
En 2017, le jeune chercheur Emmanuel Mezino affirme avoir décrypté le cryptogramme et localisé précisément le trésor, qui serait enfoui quelque part sur l'île de la Réunion à Saint-Philippe
En novembre 2023, Cyrille Lougnon, auteur du livre Olivier Levasseur dit la Buse, piraterie et contrebande sur la route de Indes au XVIIIe siècle aux éditions Riveneuve, révèle comment il a découvert fortuitement "le cairn de La Ravine à Malheur" sur l'île de La Réunion et parle d'un ouvrage mégalithique de 200 m3 à moins de 1 000 m du chemin Crémont sous lequel se trouverait la cache du trésor.
En juillet 2024 à Maurice, sept randonneurs découvrent des roches où sont inscrits des signes semblables à ceux du cryptogramme de La Buse. Après quelques jours d'excavation, des pièces de monnaies sont découvertes sur les lieux.

## Autour du personnage
- L'épisode 2 de la saison 4 de la série The Grand Tour s'articule autour de la piste du trésor de La Buse à la Réunion et à Madagascar.
- Le pirate la Buse est au centre d'un roman graphique de Lewis Trondheim et Appollo, intitulé Île Bourbon 1730. De manière très romancée, les auteurs imaginent l'histoire d'un jeune ornithologue passionné de piraterie débarquant sur l'île Bourbon quelques jours ou semaines avant la pendaison de la Buse.
- Dans le film Capitaine Blood, de Michael Curtiz, il se fait tuer en duel par le protagoniste.
- Le romancier Le Clézio a raconté la quête de son grand-père paternel, venu de Maurice à Rodrigues pour y chercher le trésor de la Buse, dans deux ouvrages, le roman Le Chercheur d'or et le récit Voyage à Rodrigues.
- Une bande dessinée en deux tomes, scénarisée par Daniel Vaxelaire et dessinée par Michel Faure, retrace de manière romancée la vie de la Buse (éditions Orphie).
- On trouve au cimetière marin de Saint-Paul une tombe dite "de La Buse", surmontée d'une croix marquée d'une tête de mort et de tibias croisés. Quoiqu'il soit impossible que la Buse ait pu être enterré à cet endroit (il n'a pas eu de sépulture et le cimetière a été créé bien après sa mort), elle est le lieu d'un certain nombre de pratiques populaires proches de la sorcellerie. Ainsi le criminel réunionnais Saint-Ange, chef de la bande de Sitarane, y aurait dérobé, au début du XXe siècle, un os qui, prétendait-il, le protégeait.
- La Buse inspira Eiichirō Oda lors de la création de son manga One Piece : l'histoire commence par l'exécution de Gol D. Roger, le Roi des pirates dont les derniers mots furent pratiquement les mêmes que ceux de la Buse et feront entrer le monde dans l'ère de la piraterie[13].
- Un sketch du collectif Golden Moustache se nomme "Le Trésor de La Buse". Dans celui-ci, deux amis partis en vacances sur l'île de la Réunion décident de se mettre à la recherche du trésor de La Buse. Durant leur aventure, ils mettent la main sur le cryptogramme laissé par Levasseur et parviennent à le décoder en renversant un cocktail dessus[14].
- Le jeu vidéo Assassin's Creed Pirates développé par Ubisoft Paris est directement inspiré de la légende gravitant autour de la Buse où le joueur se retrouve à écumer la mer des Caraïbes du XVIIIe siècle à la recherche du trésor du fameux pirate.
- La comédie musicale Le Trésor de la Buse inspirée de la vie d'Olivier Levasseur dit la Buse qui relate la vie du pirate.
- Une espèce d'insecte coléoptère de la famille des Histeridae : Halacritus labusei, décrite du Kenya[15], lui a été dédiée par l'entomologiste français Yves Gomy en 1978[16].
- L'histoire de La Buse fait partie de l'intrigue du téléfilm policier La Malédiction du volcan tourné en 2019 et diffusé sur France 3.
- La Buse est un personnage secondaire récurrent dans la saga MP3 française L'Épopée Temporelle de Cyprien Iov, principalement dans la première saison.
- Dans le film Les aventures de Jack Mimoun ou Jack Mimoun et les Secrets de Val Verde, les explorateurs partent à la recherche du trésor caché de La buse sur l'île de Val Verde.

## Liens